# Edificio Botella
El edificio Botella se encuentra situado en la Albereda Jaume I número 64 de la ciudad de Játiva (Valencia), España. Es una construcción residencial de estilo modernista valenciano que data de 1906.

## Descripción

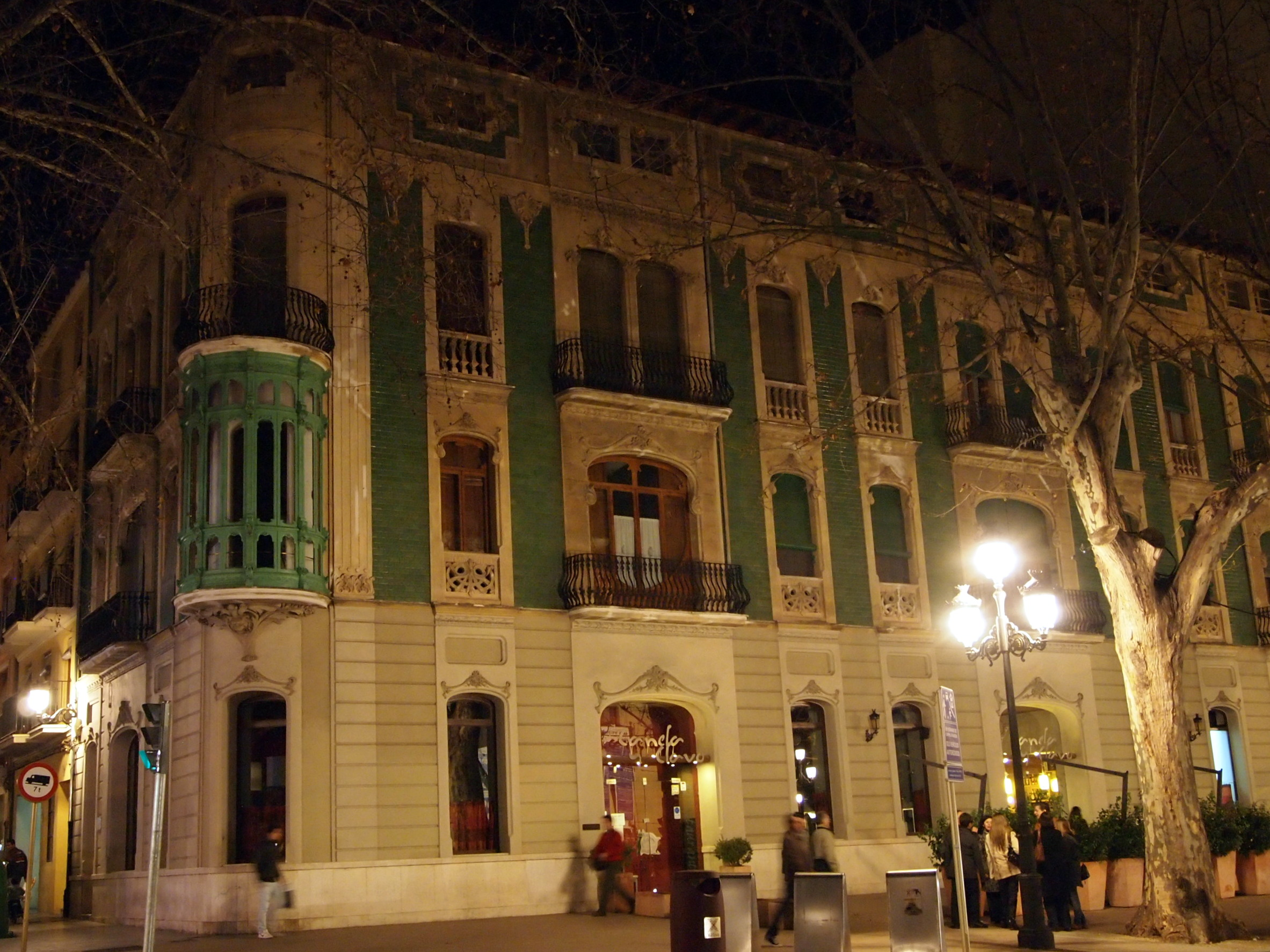
Vista nocturna del edificio Botella

El edificio hace chaflán en la esquina de la Alameda con el portal del León. Se construye a instancias del empresario setabense Hilario Botella Satorres. El edificio alberga un programa residencial resuelto en tres alturas y un desván, con viviendas diferenciadas en cada uno de los pisos, donde el acceso y el núcleo de escaleras quedan adosados a la medianera de la fachada menor. La planta baja pronto fue utilizada como local comercial, uso que permanece actualmente, teniendo un acceso independiente al de las viviendas.

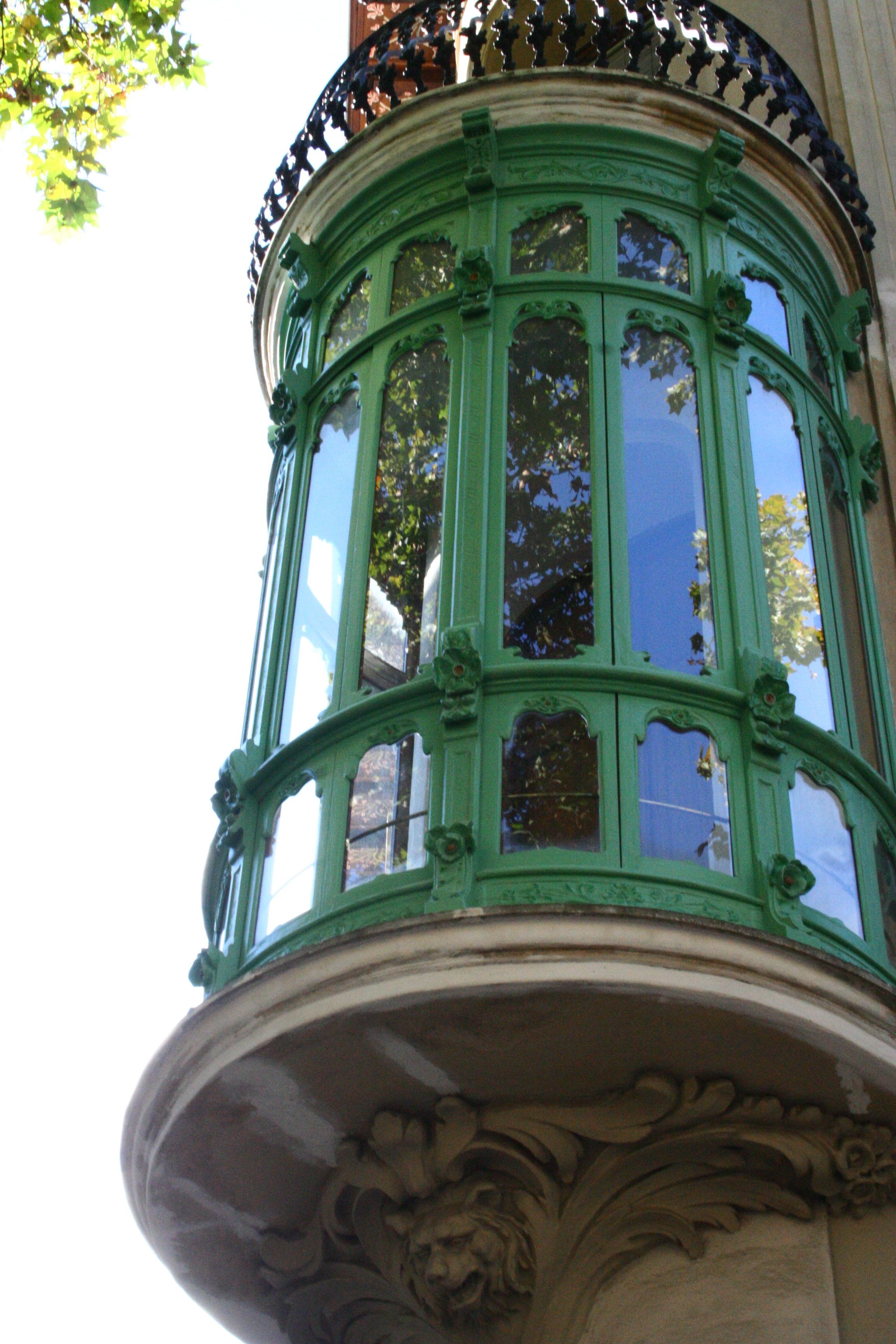
Mirador del edificio Botella

En la disposición de los pisos, el entresuelo ya no aparece, de modo que la significación tradicional del piso principal, no se da en este caso, así que el puesto relevante pasa a la primera planta que, sin embargo, no queda remarcada al exterior más que con el tratamiento del chaflán y con alguna diferencia en el tratamiento de los huecos principales.
En la solución de la fachada, se atiende a parámetros clásicos de composición, con una planta baja diferenciada por su textura del resto que se resuelve con losetas cerámicas biseladas y vidriadas de color verde colocadas a rompejuntas, muy en la línea de la arquitectura popular relacionada con la agricultura. En la parte superior, el remate lo forman una hilera de troneras que coronan los ritmos verticales de composición de huecos y el alero de la cubierta, que vuela sobre el lienzo de fachada.
Las dos fachadas, en su concepción básica, no difieren en absoluto, puesto que la lateral al portal del Lleó está tratada con la misma importancia que la de la Alameda. Están organizadas por un módulo compositivo simétrico consistente en una hilera central vertical que recorre de arriba abajo la fachada, de vanos simples en planta baja y primera; y vanos dobles la mitad de anchos en planta segunda, todos ellos con balcones corridos que emergen del plano de fachada y antepechos resueltos con forja; y dos hileras laterales más estrechas, con vanos iguales a aquellos situados en la banda central en su segundo piso, con antepechos calados de obra. Estas bandas están enmarcadas con revoco y se destacan del fondo de ladrillo, creando una alternancia de bandas verticales de diferentes texturas. Este módulo se repite secuencialmente tres veces en la fachada de mayor desarrollo y tan solo una vez en la de menor, adquiriendo el conjunto una gran unidad, remarcada con el tratamiento unitario del zócalo y de los faldones de la cubierta.
El elemento más singular del edificio es el mirador situado en la esquina, que responde a un importante espacio urbano, aunque tiene poca entidad. Su planteamiento no es el que se suele utilizar, ya que normalmente se desarrolla a lo largo de toda la vertical de la arista, coronándose con una cúpula. En este caso, solo se materializa en el primer piso mediante un cuerpo cilíndrico calado que sobresale de la esquina, resuelta mediante una sutil curvatura. En su arranque aparece sujetado por una pieza decorada con motivos vegetales y por una cabeza de león cuyas connotaciones parecen referirse al espacio urbano donde está situado. La formalización del volumen cilíndrico posibilita un balcón de planta circular con barandilla de forja en el segundo piso.